# Râul Stoica, Irmolea
 Râul Stoica  este un curs de apă, afluent al râului Irmolea. Acest râu izvorăște din apropiere de intrarea, dinspre satul Gâștești, în Codrii Pașcanilor. Acesta formează o râpă foarte adâncă, după care traversează satul Topile, de unde colecteaźă niste izvoare , numite de localnici Recia, iar la ieșirea din acest sat are loc confluența cu râul Irmolea. Râul Stoica are o scurgere semipermanentă, secând în perioadele de ariditate crescută.